# Masisea
Masisea es una localidad peruana ubicada en la región Ucayali, provincia de  Coronel Portillo, distrito de  Masisea. Es asimismo capital del distrito de Masisea. Se encuentra a una altitud de 150 m s. n. m. Tenía una población de 1320 habitantes en 1993.
Masisea proviene de la lengua shipibo conibo ‘’mashi-shea’’ que significa arena regada.
El 13 de octubre de 1900 se crea el distrito de Masisea.

## Clima
| Parámetros climáticos promedio de Masisea | Parámetros climáticos promedio de Masisea | Parámetros climáticos promedio de Masisea | Parámetros climáticos promedio de Masisea | Parámetros climáticos promedio de Masisea | Parámetros climáticos promedio de Masisea | Parámetros climáticos promedio de Masisea | Parámetros climáticos promedio de Masisea | Parámetros climáticos promedio de Masisea | Parámetros climáticos promedio de Masisea | Parámetros climáticos promedio de Masisea | Parámetros climáticos promedio de Masisea | Parámetros climáticos promedio de Masisea | Parámetros climáticos promedio de Masisea |
| Mes                                       | Ene.                                      | Feb.                                      | Mar.                                      | Abr.                                      | May.                                      | Jun.                                      | Jul.                                      | Ago.                                      | Sep.                                      | Oct.                                      | Nov.                                      | Dic.                                      | Anual                                     |
| ----------------------------------------- | ----------------------------------------- | ----------------------------------------- | ----------------------------------------- | ----------------------------------------- | ----------------------------------------- | ----------------------------------------- | ----------------------------------------- | ----------------------------------------- | ----------------------------------------- | ----------------------------------------- | ----------------------------------------- | ----------------------------------------- | ----------------------------------------- |
| Temp. máx. media (°C)                     | 32.2                                      | 31.5                                      | 31.6                                      | 31.3                                      | 31.2                                      | 31.1                                      | 31.5                                      | 32.8                                      | 33.3                                      | 32.7                                      | 32.1                                      | 32.4                                      | 32                                        |
| Temp. media (°C)                          | 27                                        | 26.6                                      | 26.5                                      | 26.4                                      | 25.9                                      | 25.5                                      | 25.3                                      | 26.2                                      | 26.9                                      | 27.1                                      | 26.8                                      | 27                                        | 26.4                                      |
| Temp. mín. media (°C)                     | 21.8                                      | 21.7                                      | 21.5                                      | 21.5                                      | 20.7                                      | 19.9                                      | 19.2                                      | 19.6                                      | 20.6                                      | 21.5                                      | 21.5                                      | 21.7                                      | 20.9                                      |
| Fuente: climate-data.org                  |                                           |                                           |                                           |                                           |                                           |                                           |                                           |                                           |                                           |                                           |                                           |                                           |                                           |

## Lugares de interés
Laguna Ímiria
Laguna Chauya